# Walter Hirsch
Walter Hirsch (ur. 1876, zm. 1964) – niemiecki przedsiębiorca, browarnik, podczas II wojny światowej burmistrz Ostrowa Wielkopolskiego.

## Życiorys
Był synem Richarda Hirscha – honorowego obywatela miasta. Z rąk ojca przejął w 1906 r. zarządzanie zakładem, przystępując do jego rozbudowy i modernizacji. W tym samym roku ożenił się z wrocławianką Hortense (de domo: Hoffman), która kierowała browarem, kiedy podczas I wojny światowej Walter Hirsch walczył na froncie zachodnim. Wzięty do niewoli, zwolniony został w roku 1921. Po powrocie do rodzinnego miasta pobity i okradziony w trakcie antyniemieckich rozruchów. W 1929 roku startował w do rady miejskiej, otwierając listę mniejszości niemieckiej. Ostrowska prasa odnotowała jego wsparcie finansowe dla bezrobotnych w okresie wielkiego kryzysu.Ustanowił także fundację dla najuboższych. Wsparł także finansowo budowę kościoła p.w. św. Antoniego. Mieszkał obok browaru, przy ulicy Raszkowskiej 68.
Na początku II wojny światowej, po ewakuacji władz miasta, współtworzył wraz z Polakami straż obywatelską, która miała czuwać nad porządkiem. Po zajęciu miasta hitlerowskie władze powierzyły mu urząd komisarycznego burmistrza (Bürgermeister). W tym czasie zarządzanie browarem przejął jedyny syn Hirscha – Werner (zm. 1994). Nie należał do NSDAP. Odwołany z urzędu wiosną 1940 r., opuścił Ostrów na kilka dni przed jego zajęciem przez Armię Czerwoną. Zamieszkał w Niemczech Zachodnich.

## Stosunek do Polaków podczas okupacji hitlerowskiej
Jako burmistrz sprzeciwił się rozstrzelaniu Polaków na rynku i uratował życie pierwszemu polskiemu burmistrzowi po okresie zaborów. "Był przeciwny egzekucji obywateli miasta na Rynku w Ostrowie (ale czy był przeciwny w ogóle ich śmierci?)" – pisał prof. Edward Serwański. Przeciwstawił się rozbiórce kościoła p.w. św. Antoniego, nie protestował przeciwko zniszczeniu pomnika Chrystusa przy ulicy Raszkowskiej w listopadzie 1939. Aprobował jednak wysiedlanie polskich mieszkańców miasta, prawdopodobnie zlecił przygotowania do wysiedlenia Polaków z rynku. Jego zastępcą (Beigerordnete) został naczelnik parowozowni Gustaw Sinner, którego świadek okupacji niemieckiej w Ostrowie Wielkopolskim opisał jako "niewątpliwie złego człowieka". 